# Verdèse
 Verdèse  là một xã ở tỉnh Haute-Corse trên đảo Corse, Pháp. Xã này có diện tích 1,02 km², dân số năm 1999 là 18 người. Khu vực này có độ cao trung bình 480 mét trên mực nước biển.